# 蘭金 (亞利桑那州)
蘭金（英語：Rankin）是位於美國亞利桑那州皮馬縣的一個非建制地區。該地的面積和人口皆未知。

## 地理
蘭金的座標為32°08′34″N 110°50′17″W / 32.14278°N 110.83806°W，而該地的平均海拔高度為849米（即2785英尺）。